# 3،1-ديازيبين
3،1-ديازيبين هو مركب من مركبات الديازيبين.